# Natrium

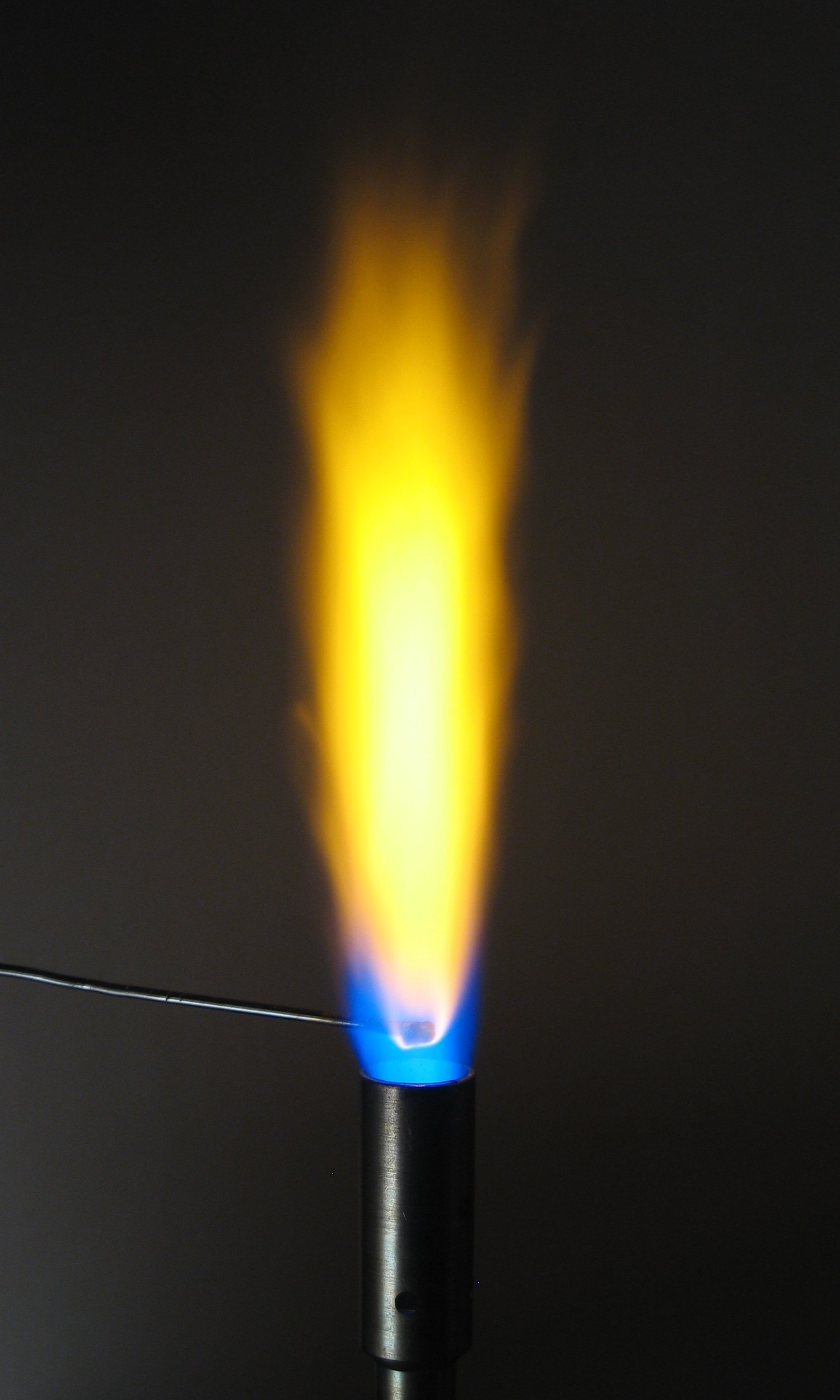
De vlamtest laat duidelijk de geëmitteerde fotonen zien in het golflengtegebied tussen 588,9950 en 589,5924 nanometer.

Natrium is een chemisch element met symbool Na en atoomnummer 11. Het is een zilverkleurig alkalimetaal. In het Engels en in de Romaanse talen heet het element sodium/sodio enzovoorts, wat men ook in slechte vertalingen tegenkomt. Natrium is bij kamertemperatuur een vast metaal dat zeer snel met de zuurstof uit de lucht reageert tot natriumoxide en met water tot natriumhydroxide en waterstof.

## Ontdekking
Natrium is al lange tijd bekend in allerlei verbindingen. Tijdens de Middeleeuwen werden natriumhoudende verbindingen gebruikt als middel tegen hoofdpijn. Het duurde echter tot 1807 voordat Humphry Davy voor het eerst in staat was om door middel van elektrolyse het chemisch element te isoleren uit natriumhydroxide. De naam Natrium komt oorspronkelijk van het Egyptische natron (netjerj), wat zoiets als "natuurlijk zout" betekent.

## Fysiologie
Natrium is in het lichaam een van de elektrolyten (naast kaliumionen, chloride-ionen en kaliumwaterstofcarbonaat). Het helpt om de balans tussen het vocht in en buiten de cellen te handhaven door middel van osmose. Het ion is van belang bij een aantal transportmechanismen over de celmembraan. Het meeste natrium bevindt zich in het bloedplasma en speelt een rol in de vochtbalans van het lichaam.
Net als kalium speelt natrium een belangrijke rol bij het overbrengen van zenuwimpulsen, hoofdzakelijk in het samentrekken van de spieren.
De concentratie van natrium in het plasma wordt nauw gereguleerd (135-145 mmol/L) door het antidiuretisch hormoon en het dorstmechanisme. Het zijn beide functies van de hypothalamus, samen verantwoordelijk voor de vochtbalans. De totale hoeveelheid natrium die zich in het lichaam bevindt wordt daarentegen binnen de gewenste grenzen gehouden door volumesensoren in het hart en de grote bloedvaten (via het atrium-natriuretische peptide) en het RAAS (renine-angiotensine-aldosteron systeem). Men spreekt in dit geval van de zoutbalans, die ervoor zorgt dat het plasmavolume en de bloeddruk op peil blijven. Diuretica (plastabletten) kunnen ervoor zorgen dat het natrium in de urine komt en uit het lichaam verdwijnt. Er verdwijnt dan ook water uit het lichaam door het toenemen van de hoeveelheid urine. In het laboratorium kan de natriumconcentratie worden bepaald in ontstold bloed (vaak ontstold door heparine) door de cellen af te draaien en het plasma af te pipetteren. Daarin kan dan met behulp van ion-selectieve elektroden het gehalte aan natrium in het bloed of urine bepaald worden.

## Toepassingen
In zijn metallische vorm is natrium van essentieel belang voor het produceren van esters en organische componenten. Als een van de twee componenten van natriumchloride (keukenzout), is natrium van vitaal belang voor vele levende wezens. Andere toepassingen van natrium zijn:
- In legeringen voor versteviging van de structuren
- Gekoppeld aan vetzuren vormt het goed in water oplosbare zouten (zeep)
- Zuiveren van gesmolten metalen.
- Natriumlampen (geven een oranje-geel licht) behoren energetisch gezien tot de meest efficiënte lichtbronnen.
- Koelmiddel in een kernreactor (kweekreactor)
- In legeringen met kalium vormt natrium NaK, dat gebruikt wordt om warmte te transporteren in bijvoorbeeld kerncentrales.
- als koelmiddel in kleppen van verbrandingsmotoren.

## Opmerkelijke eigenschappen
Zoals alle andere alkalimetalen is natrium een zacht en licht metaal dat zeer makkelijk reageert met andere elementen. Om deze reden komt natrium niet in ongebonden toestand voor in de natuur. Vanwege de geringe dichtheid drijft natrium op water, waarbij het heftig reageert onder vorming van natriumhydroxide en waterstof (zie hieronder). Als fijn poeder ontbrandt het zelfs direct bij aanraking met water. Om deze reden wordt natrium opgeslagen in olie, afgesloten van lucht en water. Daarom wordt een stukje zuiver natrium normaliter ook niet met de hand vastgepakt (hier bevindt zich namelijk ook vocht). Om die reden dragen mensen die zuiver natrium moeten gebruiken altijd handschoenen.

### Demonstratie-experiment
Bij de introductie van het periodiek systeem of de elementen wordt vaak de reactie van natrium met water uitgevoerd. Een stukje vast natriummetaal wordt in een bekerglas met water gedaan. Natrium heeft een lagere soortelijke massa dan water - het blijft dus drijven. Het verloop van de demonstratie is afhankelijk van de grootte van het stukje natrium. In alle gevallen verloopt de reactie:
{\displaystyle {\ce {2Na(s) + 2H2O(l) -> 2Na+(aq) + 2OH- (aq) + H2(g)}}}
Doordat het gas niet altijd in dezelfde richting ontwijkt gaat het stukje natrium op een dun gaslaagje over het wateroppervlak "schaatsen". De ontstane warmte wordt verdeeld tussen water en resterende hoeveelheid natrium. In het water treedt door de hoge soortelijke warmte nauwelijks een temperatuursverhoging op. In het natrium treedt wel stijging van temperatuur op. Door de isolatie ten opzichte van water is dit een grote stijging. Dit leidt achtereenvolgens tot:
1. smelten van natrium
2. ontsteken van het ook gevormde waterstof
3. koken van natrium

In het tweede stadium kleurt de vlam op dezelfde manier als in de foto hiernaast. Bovendien ontstaat door het verbranden van waterstof extra warmte die het bereiken van het derde stadium bevordert.
In het derde stadium volgt een zeer snelle reactie van de natriumdamp en het resterende natrium met luchtzuurstof: een explosie.

## Verschijning
De aardkorst bestaat voor 2,83% uit natriumverbindingen. Natrium is daarmee het op zeven na meest voorkomende element op aarde. Uit spectrumlijnen van veel sterren blijkt natrium daar ook veelvuldig aanwezig te zijn. Naast de verschijning in natriumchloride komt natrium ook veel voor in allerlei mineralen zoals amfibool, cryoliet, haliet en zeoliet. Het wordt op commerciële basis geproduceerd uit elektrolyse van natriumchloride of natriumhydroxide. Vanwege de ruime aanwezigheid en de eenvoudige bewerkingsmethode is natrium het goedkoopste alkalimetaal dat er verkrijgbaar is.

## Isotopen
| Stabielste isotopen | Stabielste isotopen | Stabielste isotopen      | Stabielste isotopen      | Stabielste isotopen      | Stabielste isotopen      |
| Iso                 | RA (%)              | Halveringstijd           | VV                       | VE (MeV)                 | VP                       |
| ------------------- | ------------------- | ------------------------ | ------------------------ | ------------------------ | ------------------------ |
| 22Na                | syn                 | 2,6019 j                 | β+                       | 2,842                    | 22Ne                     |
| 23Na                | 100                 | stabiel met 12 neutronen | stabiel met 12 neutronen | stabiel met 12 neutronen | stabiel met 12 neutronen |
| 24Na                | syn                 | 14,9590 u                | β−                       | 5,516                    | 24Mg                     |

Er zijn in totaal 13 verschillende isotopen van natrium bekend. 23Na is de enige stabiele daarvan. 22Na en 24Na zijn de enige nog van nature aanwezige radioactieve isotopen. Alle andere isotopen kunnen alleen op kunstmatige wijze worden verkregen.

## Ionen
| Oxidatiegetal | Toelichting                                                      |
| ------------- | ---------------------------------------------------------------- |
| 0             | Vrij metaal komt niet in de natuur voor                          |
| +1            | standaardion van het element, bijvoorbeeld in keukenzout en soda |

## Toxicologie en veiligheid
In poedervorm reageert natrium explosief met water. Omdat in de lucht ook water aanwezig is, moet natrium onder olie bewaard worden. Natrium en veel verbindingen ervan zijn niet giftig of schadelijk. Een verbinding zoals natriumcyanide is wel giftig (door het cyanide).